# Cyamophila gorodkovi
Cyamophila gorodkovi  (лат.) — вид полужесткокрылых насекомых-листоблошек рода Cyamophila из семейства Liviidae.

## Распространение
Азия, в том числе Россия (Алтай, Западная Сибирь), Афганистан, Казахстан, Таджикистан, Кыргызстан, Узбекистан.

## Описание
Мелкие листоблошковые насекомые с прыгательными задними ногами. 
Питаются соками растений, таких как Эспарцет (Onobrychis chorassanica, O. loxoflora, O. oxytropoides; семейство Бобовые, порядок Fabales). 
Вид был впервые описан в 1978 году российским энтомологом М. М. Логиновой (Зоологический институт АН СССР, Ленинград) вместе с видами Diaphorina zygophylli, D. linnavuorii, D. tamaricis, D. luteola. Включён в состав рода Cyamophila Loginova, 1976 вместе с видами C. aberrans (Bajeva, 1972), C. appendiculata (Klimaszewski, 1962), C. astragalicola (Gegechkori, 1977), C. caraganae (Loginova, 1964), C. caucasica  (Bajeva, 1972), C. coluteae  (Baeva, 1966), C. dicora  Loginova, 1978, C. edentata  (Bajeva, 1972), C. fabra  (Loginova, 1964), C. gemella  (Loginova, 1972), и другими.